# Cephaloidophora etisi
Cephaloidophora etisi is een soort in de taxonomische indeling van de Myzozoa, een stam van microscopische parasitaire dieren. Het organisme komt uit het geslacht Cephaloidophora en behoort tot de familie Cephaloidophoridae. Cephaloidophora etisi werd in 1959 ontdekt door G.H. Ball.